# Lino e i Mistoterital
Lino e i Mistoterital (abbreviazione: LMT) è stato un gruppo musicale italiano, attivo dalla primavera 1983.

## Storia

### Gli inizi
Il gruppo nasce sui banchi del DAMS di Bologna, facoltà di lettere e filosofia, nella primavera 1983, per iniziativa di "Bob Rodiatoce" (Bobbi Gualtirolo: chitarra ritmica e voce, a cui si deve la gran parte delle composizioni musicali), di "Phil Anka" (Roberto Grassilli: cantante e front man, nonché disegnatore del gruppo) e di "Ted Nylon" (Francesco Garbari: secondo cantante e tastierista, autore, assieme ad Anka, di testi di canzoni e vero "motore pirotecnico" della band).
Alle prime prove in un garage del quartiere Fossolo di Bologna si aggrega "Ronnie Shetland" (Vincenzo Guidetti: bassista). Qualche mese dopo, per il primo concerto "ufficiale", viene reclutato "Paul Syno" (Stefano Marmocchi: batterista, compositore e polistrumentista) e la base operativa del gruppo si sposta nella bassa emiliana.
Dopo un anno e mezzo "Lauro O' Cardigan" (Lauro Govoni: chitarra solista, arrangiatore) arriverà a completare la prima formazione. Nel 1987 Paul Syno lascia il gruppo e dopo alcune sostituzioni temporanee viene stabilmente rimpiazzato da "Steve Cotton Job" (Stefano Giobbi: batterista, compositore, polistrumentista).
Nel primo periodo gli LMT pubblicano tre nastri dal titolo Sbagliandosi in para (Bravi Sarti, 1984), Il prosciutto è il cane (Bravi Sarti, 1986) e Max lo smilzo (Bravi Sarti, 1987).
Partecipano ad Arezzo Wave e il brano Una storia di Cebion viene inserito nella compilazione dell'edizione 1987.

### Gli album
Il primo album viene pubblicato per la EMI nel 1988 ed intitolato Bravi Ma Basta. Nello stesso anno, partecipano al programma televisivo D.O.C. : Musica e altro a denominazione d'origine controllata di Renzo Arbore.
Negli anni novanta Roberto Grassilli lavora anche come disegnatore satirico della rivista Cuore.
Nel 1991 viene pubblicato il loro secondo LP dal titolo Altri Nani, pubblicato da Diva Records.
Nonostante qualitativamente superiore al disco d’esordio, Altri Nani non ebbe il riscontro commerciale sperato, vennero a crearsi delle tensioni tra gruppo e management che sfoceranno nello scioglimento della band lo stesso anno.

### Reunion e ristampe
Negli anni duemila e duemiladieci i componenti del gruppo si sono riuniti diverse volte per esibirsi dal vivo all'interno di rassegne musicali.
Tra il 2017 e il 2018 la Again Records ha ristampato tutta la discografia dei Lino e i Mistoterital in due raccolte su cd, la prima contenente tutte le registrazioni su nastro (Fischi per nastri, 2017), la seconda i due dischi in studio, brani live ed inediti (Dischi per fiaschi, 2018).

## Stile
Gli LMT vengono solitamente considerati parte della scena rock demenziale degli anni settanta e ottanta in Italia, anche se la critica musicale rileva ben presto la peculiarità della band, sospesa fra canzoni ironiche ed esibizioni che sconfinano nel cabaret  surreale. Caratteristica del gruppo è altresì la produzione extra-musicale, tesa a contaminare altri media, con la pubblicazione di testi e fumetti, programmi radiofonici, l'organizzazione di un parodistico "Fancleb".

## Discografia

### Demo tapes
- 1984 – Sbagliandosi in para
- 1986 – Il prosciutto è il cane
- 1987 – Max lo smilzo

### Album in studio
- 1988 – Bravi ma basta
- 1991 – Altri nani

### Raccolte
- 2017 – Fischi per nastri
- 2018 – Dischi per fiaschi

#### Partecipazioni
- 1987 – AA. VV. Arezzo Wave, con il brano Una storia di Cebion